# Matemale
Matemale (katalanisch Matamala) ist eine französische Gemeinde mit 279 Einwohnern (Stand 1. Januar 2022) im Département Pyrénées-Orientales in der Region Okzitanien. Sie gehört zum Arrondissement Prades und zum Kanton Les Pyrénées catalanes.

## Nachbargemeinden
Die Gemeinde Matemale liegt an der oberen Aude in den Pyrenäen. Nachbargemeinden von Matemale sind Formiguères im Norden, Sansa im Nordosten, Railleu im Osten, Caudiès-de-Conflent im Südosten, La Llagonne im Süden und Les Angles im Westen.

## Bevölkerungsentwicklung
| Jahr      | 1962 | 1968 | 1975 | 1982 | 1990 | 1999 | 2018 |
| Einwohner | 176  | 135  | 106  | 151  | 222  | 242  | 272  |

## Sehenswürdigkeiten
- Kirche Saint-Pierre
- Tour de Creu
- La Campanette